# Ehevertrag

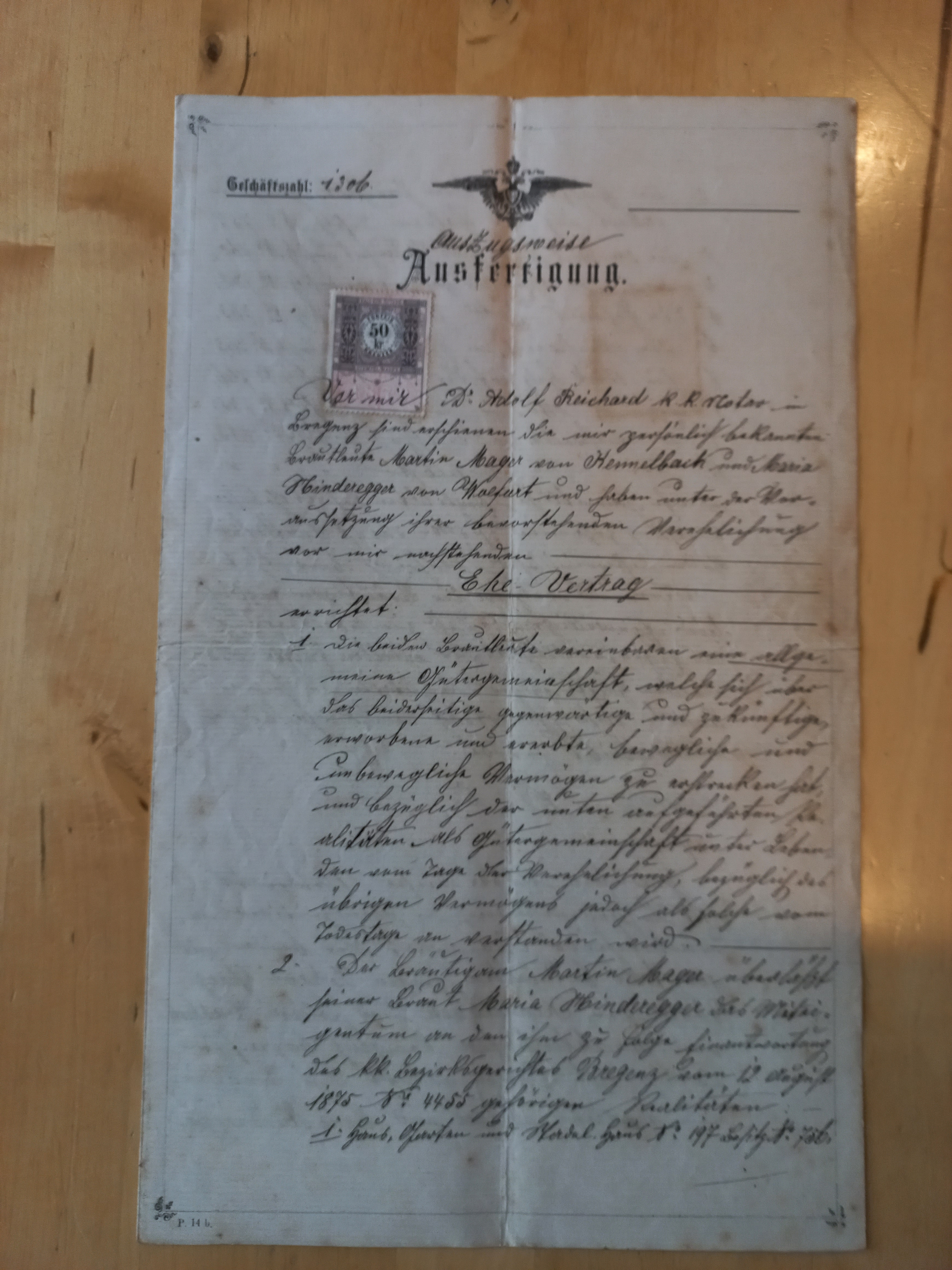
Ehevertrag aus der k.k. Monarchie Österreich-Ungarn (19. Jahrhundert) zwischen Martin Mager (Kennelbach) und Maria Hinteregger (Wolfurt) mit einer 50 Heller Stempelmarke (eingetragen bei Gericht)

Unter einem Ehevertrag versteht man einen privatrechtlichen Vertrag zwischen zwei Eheleuten, in dem sie für die Ehe, vor allem aber für den Fall einer eventuellen Scheidung, individuelle Regeln festlegen, die von der gesetzlichen Regelung abweichen.
In Eheverträgen werden häufig der Güterstand und somit die Aufteilung des Vermögens nach Auflösung der Ehe, der Ausgleich von Rentenansprüchen sowie Regelungen zum nachehelichen Unterhalt festgelegt.

## Begriffsabgrenzung
Eheverträge sind ein in der Neuzeit weit verbreitetes Rechtsinstitut, mit dessen Hilfe Ehepaare, die bestimmte gesetzliche Regelungen auf ihren individuellen Fall nicht angewandt haben möchten, Regeln für ihr Zusammenleben „maßschneidern“.
Eheverträge in diesem Sinne sind zu unterscheiden von Eheverträgen, die in Kulturen geschlossen wurden, in denen das Registrieren von Ehen nicht üblich war (Beispiele: Ketubba, Islamische Ehe, Ehe im Römischen Reich), sodass die privatrechtliche Einigung der Eheleute die einzige rechtliche Bindung zwischen ihnen bildete.

## Eheverträge in Deutschland
Ein Ehevertrag ist nach deutschem Recht nur wirksam, wenn er notariell beurkundet wird, anderenfalls ist der Vertrag formnichtig. Da ein Ehevertrag weitreichende Regelungen enthalten kann, hält der Gesetzgeber die Beratung durch einen Notar als unparteiischen Berater für unverzichtbar. Ein Ehevertrag kann vor oder während der Ehe geschlossen werden, in seltenen Fällen auch nach rechtskräftiger Scheidung. Regelungen zum Ehevertrag finden sich unter anderem in § 1408 BGB.
In der Praxis wird der Ehevertrag häufig mit einem Erbvertrag verbunden. Bei Lebenspartnerschaften sind die nachfolgend dargestellten Grundsätze analog anwendbar; der entsprechende Vertrag zwischen den Partnern wird Lebenspartnerschaftsvertrag genannt.

### Regelungsbereiche des Ehevertrages
Vorrangig können drei große Regelungsbereiche von einem Ehevertrag erfasst werden:
- Der Güterstand: Wird kein Ehevertrag geschlossen, leben die Eheleute nach deutschem Recht im Güterstand der Zugewinngemeinschaft. In einem Ehevertrag können die Eheleute einen anderen Güterstand wählen, nämlich Gütertrennung oder Gütergemeinschaft. Es kann auch – bei grundsätzlicher Beibehaltung der Zugewinngemeinschaft – der Güterstand der Zugewinngemeinschaft modifiziert werden. Besonders häufig ist die Vereinbarung einer modifizierten Zugewinngemeinschaft, bei der als einzige Ausnahme festgelegt wird, dass ein Zugewinnausgleich im Fall der Ehescheidung nicht durchgeführt wird. Auch kann vereinbart werden, dass bestimmte Vermögensgegenstände nicht dem Zugewinnausgleich unterfallen. Dies kommt in der Praxis häufig vor, wenn ein Ehepartner ererbtes Vermögen oder das Eigentum an einem Unternehmen mit in die Ehe bringt, das im Scheidungsfalle in jedem Falle und auch in seinen Wertsteigerungen unangetastet bei dem betreffenden Ehepartner verbleiben soll.

- Der Versorgungsausgleich: Hierunter ist der Ausgleich von Rentenanwartschaftsansprüchen zu verstehen, die die Eheleute während der Ehezeit erwerben. Kommt es zur Scheidung der Ehe, findet der Versorgungsausgleich statt, es sei denn, eine wirksame ehevertragliche Vereinbarung regelt Abweichendes. Seit dem 1. September 2009 hat der Gesetzgeber die Möglichkeiten von Eheleuten, über den Versorgungsausgleich Vereinbarungen zu treffen, erweitert. Die früher geltende Jahresfrist ist entfallen. Die Vereinbarung unterliegt aber immer noch der Kontrolle durch das Familiengericht, §§ 6 und 8 Versorgungsausgleichsgesetz. Eine dem Versorgungsausgleich ähnliche Gestaltungsmöglichkeit, die aber nicht nur im Scheidungsfall greift, ist das Rentensplitting.

- Der nacheheliche Unterhalt: Die Eheleute können abweichende Regelungen zum nachehelichen Unterhalt vereinbaren, der in den § 1570 ff. BGB geregelt ist. Hierzu zählen die Bereiche Betreuungsunterhalt für gemeinsame Kinder, Unterhalt wegen Alters oder Krankheit sowie ein Aufstockungsunterhalt. Zudem besteht auch die Möglichkeit, im Rahmen des Vertrages eine Vermögensverwaltung zu definieren, wodurch, anders als es vom Gesetz vorgesehen ist, die Ehepartner vereinbaren können, dass das Vermögen des einen vom jeweils anderen verwaltet wird. Vereinbarungen zum Unterhalt während der Ehe (etwa für die Zeit des Getrenntlebens) sind dagegen in aller Regel nicht wirksam.

In einem Ehevertrag können auch andere Dinge vereinbart werden, z. B. ob oder wann Kinder gewünscht sind, wie das Zusammenleben ausgestaltet werden soll etc. Solche Regelungen sind jedoch nicht einklagbar.

### Grenzen der Vertragsfreiheit
Grundsätzlich besteht Vertragsfreiheit, das heißt die Eheleute sind frei, welche Regelungen sie in den Ehevertrag aufnehmen wollen. Bis 2001 wurden Eheverträge nur in besonders außergewöhnlichen Fällen für unwirksam erklärt.
Seit 2001 hat die Rechtsprechung des Bundesverfassungsgerichts und des Bundesgerichtshofs der Vertragsfreiheit jedoch Grenzen gesetzt. Falls der Ehevertrag eine evident einseitige Lastenverteilung enthält und ehebedingte Nachteile im Falle der Scheidung nicht angemessen ausgeglichen werden, kann der Ehevertrag entweder wegen Sittenwidrigkeit nichtig sein, oder die Berufung auf den Ehevertrag kann im Einzelfall gegen Treu und Glauben verstoßen. Besonders problematisch sind Vereinbarungen, die nach der Rechtsprechung des BGH in den sog. „Kernbereich“ des Scheidungsfolgenrechts eingreifen. Hierzu gehören der nacheheliche Unterhalt wegen der Betreuung gemeinsamer Kinder (Betreuungsunterhalt), der Unterhalt wegen Alters, Krankheit und Gebrechen sowie der Versorgungsausgleich als vorweggenommener Altersunterhalt. Bei Sittenwidrigkeit kann der komplette Vertrag aufgehoben werden.
Paradebeispiel für eine unwirksame ehevertragliche Vereinbarung ist der Verzicht des wirtschaftlich unterlegenen Ehepartners auf jede Form des Betreuungsunterhalts, aber auch auf Unterhalt wegen Alters oder Krankheit. Auch Vereinbarungen zum Versorgungsausgleich sind nach dieser Rechtsprechung häufig unwirksam.
Der Ehevertrag darf überdies die Unterhaltspflichten nicht so verteilen, dass damit das Kindeswohl gefährdet ist oder die Vereinbarung den Staat als Träger der sozialen Transfersysteme über Gebühr belastet. Ebenso können Eheverträge problematisch sein, bei denen ein Unterhaltsausschluss zu einer unangemessenen, einseitigen Benachteiligung des wirtschaftlich schwächeren Partners z. B. aufgrund von möglicher ehebedingter Nachteile führt. Ehebedingte Nachteile können vorliegen, wenn es aufgrund der Lebensgestaltung des wirtschaftlich schwächeren Partners während der Ehe zu uneinholbaren Gehaltseinbußen gekommen ist. Dabei unterliegt die Feststellung des Bestehens ehebedingter Nachteile lediglich einer sekundären Darlegungs- und Beweislast und hat damit einen spekulativen Anteil.
Regelungen zum Güterstand sind dagegen in aller Regel wirksam. Denn damit wird nach dem Bundesgerichtshof nicht in den Kernbereich des Scheidungsfolgenrechts eingegriffen.
Schließlich kann auch eine ungleiche Verhandlungsposition bei Abschluss des Ehevertrages dazu führen, dass der Ehevertrag nichtig ist. Nach einem Urteil des Bundesgerichtshofes indiziert die Tatsache, dass die Ehefrau bei Abschluss des Ehevertrages schwanger war, eine ungleiche Verhandlungsposition, was zur Unwirksamkeit des Ehevertrages insgesamt führen kann.

### Scheidungsfolgenvereinbarung
Eine besondere Ausprägung des Ehevertrages ist die Scheidungsfolgenvereinbarung, wenn für die Ehepartner mit hoher Wahrscheinlichkeit feststeht, dass die Scheidung der Ehe gewünscht ist; sie ermöglicht meist ein vereinfachtes Scheidungsverfahren, die einverständliche Scheidung. Hier werden in einer Scheidungsfolgenvereinbarung zusätzliche Regelungen getroffen, etwa zum Kindesunterhalt oder zur Auseinandersetzung des Hausrats (siehe § 133 Gesetz über das Verfahren in Familiensachen und in den Angelegenheiten der freiwilligen Gerichtsbarkeit, FamFG).

### Fälle mit Auslandsberührung
Bei Fällen mit Auslandsberührung können besondere Vorschriften oder andere Rechtsordnungen zur Anwendung kommen. Im Einzelnen sind dies Fragen des internationalen Privatrechts. Haben die Eheleute etwa beide dieselbe Staatsangehörigkeit, so gilt für ihre Ehe, den Ehevertrag und eine Ehescheidung das Recht der übereinstimmenden Staatsangehörigkeit, auch wenn sie in einem anderen Land leben (vgl. im Einzelnen die Art. 13 ff. EGBGB). Auch kann es Besonderheiten geben, wenn die Eheleute im Ausland leben und die Scheidung der Ehe im Ausland beantragt wird. Häufig stellt sich dann die Frage der internationalen Zuständigkeit des betreffenden Familiengerichts.

## Eheverträge in Österreich
Das österreichische Recht sieht als gesetzlichen Güterstand eine beschränkte Zugewinngemeinschaft vor: Jeder Ehepartner bleibt Eigentümer des von ihm in die Ehe eingebrachten und während der Ehe erworbenen Vermögens und haftet nur für eigene Schulden (Gütertrennung). Im Falle einer Auflösung der Ehe werden jedoch das eheliche Gebrauchsvermögen, beispielsweise Hausrat und Ehewohnung, sowie eheliche Ersparnisse aufgeteilt.
Bei Verträgen, die eine Gütergemeinschaft und/oder einen Erbvertrag zum Gegenstand haben, handelt es sich um Ehepakte im Sinne des ABGB. Diese erfordern einen Notariatsakt.
Vereinbarungen über die Aufteilung des ehelichen Vermögens im Falle der Auflösung der Ehe sind im § 97 Ehegesetz geregelt. Wird darin die Aufteilung ehelicher Ersparnisse oder die Aufteilung der Ehewohnung geregelt, ist ein Notariatsakt erforderlich, ansonsten genügt die Schriftform.
Vereinbarungen über Obsorge und Unterhalt gemeinsamer Kinder sind reine Absichtserklärungen und im Fall der Scheidung nicht verbindlich.